# Drapeau de l'Azerbaïdjan

Pavillon naval alternatif (ratio 3:5)

Le drapeau de l'Azerbaïdjan est le drapeau national et le pavillon national de la république d'Azerbaïdjan. Il fut adopté le 9 novembre 1918 et utilisé de 1918 à 1920 (période de la république démocratique d'Azerbaïdjan), puis fut réadopté le 5 février 1991, au moment de l'éclatement de l'Union soviétique.

## Description
Les trois bandes horizontales montrent différents aspects du peuple azéri. La signification de leurs couleurs a été exprimée par le leader nationaliste Ali Bey Hussein Zade comme suit : 
- le bleu pour les racines turques de l'Azerbaïdjan,
- le vert pour ses racines islamiques,
- le rouge pour le besoin de progrès et de modernisation, en suivant l'exemple des pays européens.

Le croissant est un autre symbole de l'islam et est accompagné d'une étoile à huit branches, chaque branche représentant un des grands groupes ethno-linguistiques turcs : Azéri, Turc (de Turquie), Chagatai (Turkmène), Tatar, Kipchak (Tatar, Kazakh & Kirghiz...), Seldjouk, Turkoman.
| Couleur | ● Bleu      | ● Rouge    | ● Vert      |
| ------- | ----------- | ---------- | ----------- |
| HTML    | #00B5E2     | #EF3340    | #509E2F     |
| RVB     | 0, 181, 195 | 224, 0, 52 | 0, 174, 101 |
| Pantone | 313 C       | 185 C      | 3405 C      |

## Symbolisme
Le bleu ciel symbolise le multinationalisme turc, le rouge est pour le progrès pour établir un état moderne et le développement de la démocratie, et le vert montre la relation de la nation au monde musulman. Au milieu du drapeau, et à l'avant et à l'arrière, se trouvent un croissant blanc et une étoile à huit branches.
Le premier président du Conseil national azerbaïdjanais, Mammed Amin Rassulzade, a noté dans son discours, lors de la session parlementaire de la république démocratique d'Azerbaïdjan, que les couleurs étaient liées à la liberté turque, à la modernité et à la culture islamique. Le compositeur de l'hymne de l'Azerbaïdjan Uzeyir Hajibeyov inclut dans la chanson des références à la signification du drapeau: le bleu pour la multinationalisation de l'Azerbaïdjan, le rouge pour le progrès et la culture, et le vert pour l'islam.
Selon l'historien Nassib Nassibli, Ali bey Husseynzade, l'un des idéologues de l'indépendance de l'Azerbaïdjan, a développé la combinaison basée sur les couleurs utilisées en 2019
Alors que le croissant et l'étoile sont généralement considérés comme des marqueurs de l'Islam, certains historiens et chercheurs sont en désaccord sur la raison pour laquelle une étoile à huit branches est utilisée sur le drapeau de l'Azerbaïdjan. Fatali Khan Khoyski fait référence aux huit lettres du mot "Azerbaïdjan" telles qu'elles sont écrites en arabe.  Les huit points de l'étoile sont également censés représenter les huit peuples turcs de l'Azerbaïdjan. Le problème est qu'il n'y a que sept peuples turcs: les Azéris, les Ottomans, les Jagatais, les Tatars, les Kiptchaks, les Selijouks et les Turcomans. Il est possible que les Kiptchaks reflètent réellement deux peuples, les Kazakhs et les Kirghizes, ce qui ferait huit. La classification de l'ère pré-soviétique des peuples turcs était différente de ce qu'elle est aujourd'hui.

## Histoire

### Première indépendance
En 1828, après la dernière guerre russo-perse, plusieurs khanats du Caucase ont été annexés à l'Empire russe. Lorsque l'Empire russe s'est effondré, l'Azerbaïdjan russe déclare son indépendance en 1918 et rejoint l'éphémère république démocratique fédérative de Transcaucasie aux côtés de la Géorgie et l'Arménie. Cet état unifié est éphémère puisqu'il est dissous au bout de deux mois et n'aurait pas utilisé de drapeau ou symbole particulier. Néanmoins, certains historiens considèrent un drapeau tricolore or, noir et rouge horizontal, semblable à celui du drapeau allemand mais structuré différemment, pour avoir été le drapeau de la Transcaucasie.
La fédération est dissoute le 26 mai 1918, lorsque la Géorgie déclare son indépendance en tant que république démocratique de Géorgie. L'Arménie et l'Azerbaïdjan font de même deux jours plus tard, le 28 mai 1918, respectivement en tant que première république d'Arménie et république démocratique d'Azerbaïdjan.
Après avoir accédé à l'indépendance, le drapeau tricolore bleu-rouge-vert est adopté par le gouvernement de la république démocratique d'Azerbaïdjan, le 9 novembre 1918.
L'Azerbaïdjan était le premier état démocratique moderne dans le monde musulman. La république démocratique d'Azerbaïdjan n'a duré que 23 mois avant l'invasion de la 11ème Armée Rouge Soviétique par les bolcheviks, établissant la RSS d'Azerbaïdjan le 28 avril 1920. Bien que la majeure partie de l'armée azerbaïdjanaise nouvellement formée se soit engagée à réprimer une révolte arménienne au Karabakh, les Azéris n'ont pas cédé facilement à leur brève indépendance de 1918-20: pas moins de 20 000 soldats azerbaïdjanais sont morts en résistant à ce qui était en réalité une reconquête russe[réf. souhaitée].

Drapeau de la république démocratique fédérative de Transcaucasie d'avril à mai 1918.
Drapeau de la république démocratique d'Azerbaïdjan du 24 juillet au 9 novembre 1918.
Drapeau de la république démocratique d'Azerbaïdjan du 9 novembre 1918 au 28 avril 1920.

### Période soviétique
Pendant la domination soviétique, huit drapeaux différents ont flotté sur le territoire azéri. La plupart des drapeaux qui se sont succédé n'ont eu que de légères différences. Les adaptations ont été le résultat des premières années désastreuses de l'Union Soviétique dans le Caucase. Le premier drapeau non officiel de l'Azerbaïdjan soviétique a été utilisé lorsque les Russes ont conquis Bakou le 28 avril 1920.
Le premier drapeau officiel a été adopté dans la première constitution, sous l'article 104, de la RSS d'Azerbaïdjan le 19 mai 1921. Pendant que la langue d'état de la RSS d'Azerbaïdjan était le turc azerbaïdjanais, l'alphabet était basé sur l'écriture arabe. Par conséquent, les mots A.S.R. ont été écrits en arabe.
Deux ans après sa création, la république socialiste soviétique d'Azerbaïdjan se rallie le 12 mars 1922 à la RSS de Géorgie et à la RSS d'Arménie sous la direction de la république socialiste fédérative soviétique de Transcaucasie. Le 30 décembre 1922, la RSFS transcaucasienne devint l'une des quatre républiques soviétiques à s'unir pour former l'URSS. Le drapeau de la république avait un marteau et une faucille insérés dans une étoile avec les initiales « ЗСФСР » écrites en russe sans-serif. Ces lettres représentent république socialiste fédérative soviétique de Transcaucasie.

Drapeau de la RSS d'Azerbaïdjan de 1920 à 1921.
Drapeau de la RSS d'Azerbaïdjan de 1921 à 1922.
Drapeau de la RSFS de Transcaucasie de 1922 à 1937

En 1936, la RSFS de Transcaucasie est de nouveau divisée en trois régions, appelées RSS d'Azerbaïdjan, RSS de Géorgie et RSS d'Arménie.
L'avant-dernier drapeau de l'Azerbaïdjan soviétique est émis le 7 octobre 1952. Le dessin, semblable à celui du drapeau national soviétique, comprend une bande bleue horizontale ajoutée sur le fond occupant un quart de la hauteur du drapeau. La définition était la suivante:
« Le drapeau national de la république socialiste soviétique d'Azerbaïdjan est un panneau composé de deux bandes horizontales de couleur: la partie supérieure rouge des trois quarts de la largeur et le fond bleu, près du quart de la largeur du drapeau avec l'image en haut à gauche au coin de la bande rouge, au mât de drapeau et au marteau et à la faucille d'or, et au-dessus d'eux une étoile rouge à cinq branches encadrée de franges d'or. Le rapport de la largeur à la longueur est de 1:2 »

Drapeau de la RSS d'Azerbaïdjan de 1937 à 1940.
Drapeau de la RSS d'Azerbaïdjan de 1940 à 1952.
Drapeau de la RSS d'Azerbaïdjan de 1952 à 1956.
Drapeau de la RSS d'Azerbaïdjan de 1956 à 1991.

### Retour de l'indépendance
Pendant la période soviétique, Jahid Hilaloglu éleva le drapeau tricolore sur la tour de la Vierge de Bakou en 1956, montrant ainsi sa défiance envers le système. Il est par la suite condamné à quatre ans d'emprisonnement. Le 28 mai 1952, lors des célébrations de la fête de la République en Allemagne, Mammed Amin Rassulzade a hissé symboliquement le drapeau tricolore et a demandé à toute personne qui pourrait s'en charger de ramener le drapeau en Azerbaïdjan. Gulmirza Bagirov l'a finalement emmené en secret en Azerbaïdjan dans les années 1970; ce drapeau a été accroché au-dessus de sa maison à Maştaga le 20 janvier 1990.
À la fin des années 1980, lors des troubles en Azerbaïdjan soviétique, le drapeau de la république démocratique d'Azerbaïdjan tricolore a été utilisé dans des manifestations appelant à l'indépendance. Le 17 novembre 1990, lors de la première session de l'Assemblée suprême de la république autonome du Nakhitchevan, le drapeau azerbaïdjanais de 1918 a été adopté comme drapeau national de l'État autonome. Ce drapeau a été adopté plus tard lorsque le décret relatif au « changement du nom et du drapeau national de la RSS d'Azerbaïdjan » a été publié le 29 novembre 1990. Le décret a été ratifié le 5 février 1991 par l'Assemblée nationale de la République. La première constitution depuis l'indépendance a été adoptée le 12 novembre 1995 par référendum. Un de ses article décrit le drapeau tricolore de la république.

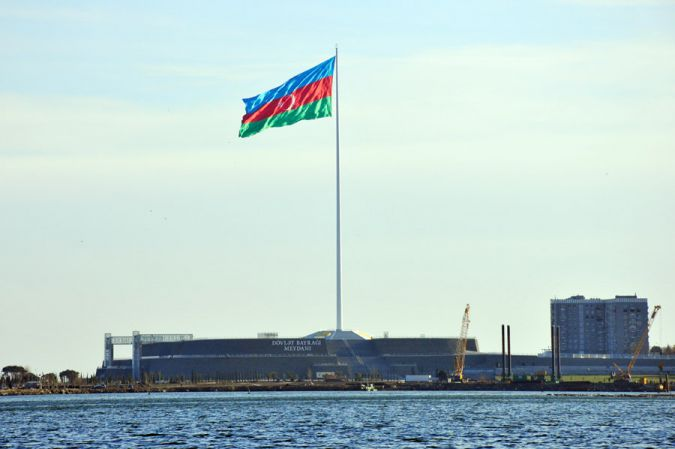
La place du drapeau national à Bakou.

Le 17 novembre 2007, le président azerbaïdjanais publie un décret sur la création de la place du drapeau national, à Bakou. Celle-ci est ornée d'une hampe de 220 tonnes et d'une hauteur de 162 mètres. Le drapeau hissé sur ce mat possède une superficie de 2 450 m2, mesure 35 mètres de large et de 70 mètres de long et pèse 350 kg. Dans le même temps, un musée consacré au drapeau national est construit. Le 1er septembre 2010, le drapeau est officiellement hissé lors de l'ouverture du musée.
Cette hampe de drapeau est alors la plus grande du monde sans support, jusqu'à ce qu'elle soit dépassée par celle du drapeau de Douchanbé de 165 mètres au Tadjikistan en mai 2011, elle-même devancée en 2014 par les 171 mètres de la hampe de drapeau de Djeddah en Arabie saoudite.
En 2009, la date du 9 novembre est officiellement déclarée « Journée nationale du drapeau ». Cette journée est réservée au respect du drapeau, de son symbolisme et de son histoire.

## Utilisation dans les funérailles
Traditionnellement, le drapeau de l'Azerbaïdjan joue un rôle dans les funérailles militaires, et parfois dans les funérailles d'autres fonctionnaires (tels que les forces de l'ordre, les pompiers et les présidents azerbaïdjanais).

## Influence et dérivés
L'expression de Mammed Amin Rasulzade (Azerbaïdjan: « Bir kərə yüksələn bayraq, bir daha enməz! » (« Le drapeau une fois levé ne tombera jamais! ») était le cri de ralliement de l'indépendance azerbaïdjanaise au début du XXe siècle. En 1919, Jafar Jabbarli écrit le poème "Au drapeau azerbaïdjanais" en hommage aux symboles de l'Azerbaïdjan.
Le drapeau national est également mentionné dans les 5e et 15e phrases de l'hymne national du pays, la Marche azerbaïdjanaise. Le sens des paroles en français sont respectivement les suivantes : « Vis Heureux avec ton drapeau tricolore » et « Pour lever notre drapeau »